# 社会的成層
社会的成層（しゃかいてきせいそう、英: Social stratification）とは、ある社会を構成する人々が財産、職業などによって上下・優劣の社会的地位や階層に区分される過程、とくにその結果としての社会の状態をさす。社会階層を参照。